# 卡塔維尼山
卡塔維尼山（直译：「石灰」）是秘魯的山峰，位於該國南部普諾大區，由卡瓦尼利亞區和聖盧西亞區負責管轄，屬於安地斯山脈的一部分，海拔高度4,800米。
卡塔維尼山原文作Q'atawini，其中的-ni為表示所有個的後綴，故其原意應為「有石灰的（那座山）」。